# 陳璉 (成化進士)
陳璉（1428年—？），字邦貴，江西南昌府進賢縣人，明朝政治人物。進士出身。

## 生平
江西鄉試第十六名。成化二年（1466年）丙戌科會試第一百十九名，殿試登進士第三甲第五十三名。

## 家族
曾祖陳友仁。祖父陳仕敬。父亲陳子寧。